# Безруков, Леонид Борисович
Леонид Борисович Безруков — доктор физико-математических наук, зав. лабораторией гамма-астрономии и реакторных нейтрино ОЭФ ИЯИ РАН.

## Биография
Родился 15 апреля 1945 года.
Выпускник физфака МГУ, получил направление в ФИАН.
Работает в ИЯИ РАНсо дня его образования (1970).
С 1994 года — заместитель директора по научной работе, с 2014 г. также зав. лабораторией гамма-астрономии и реакторных нейтрино ОЭФ ИЯИ РАН.
Специалист в области неускорительной физики частиц.
Под его руководством разработан высокочувствительный широкоугольный фотоэлектронный прибор «Квазар» для изучения характеристик водной среды.
Доктор физико-математических наук (1994), тема диссертации — «Нейтринный телескоп на озере Байкал: возможность реализации».

## Награды
- Медаль «В память 850-летия Москвы» (1997),
- Памятная медаль «100 лет со дня рождения Л. Ф. Верещагина» (2009).